# 고토아마쓰카미
고토아마쓰카미(일본어: 別天津神)는 《고사기》에서 천지개벽(天地開闢)의 때에 나타난 다섯 명의 가미(五柱の神々)들을 일컫는 말이다.

## 같이 보기
- 일본 신화
- 일본의 신 목록